# St. Maria Königin (Düsseldorf)

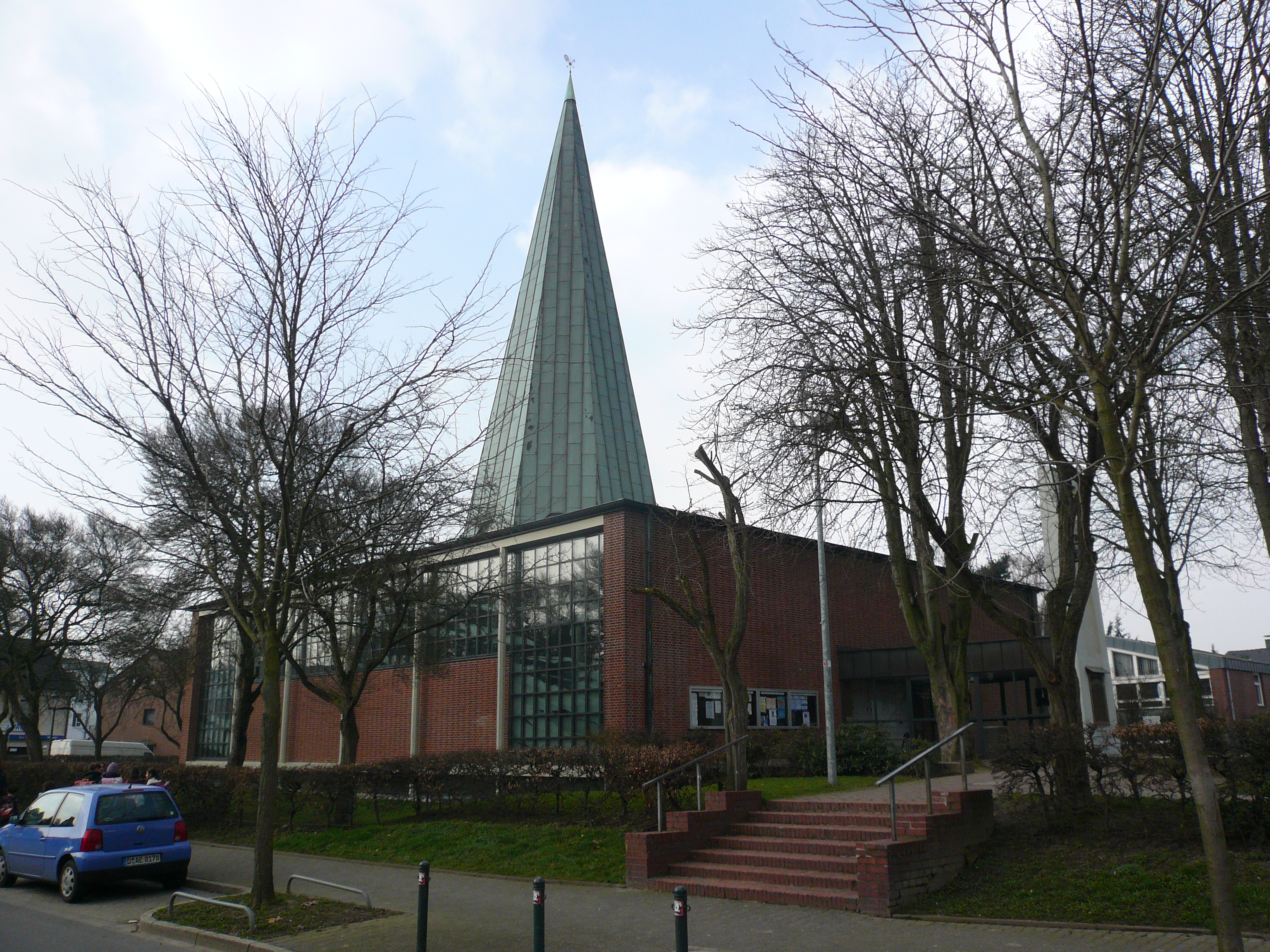
St. Maria Königin

Die römisch-katholische Kirche St. Maria Königin, Krahnenburgstraße in Düsseldorf-Lichtenbroich wurde 1956 bis 1958 nach Plänen des Architekten Gottfried Böhm erbaut, da dem Wachstum des neuen Wohngebiets Rechnung getragen werden sollte.  
Das Gebäude „zeigt eine deutliche Nähe zu Bauten von Mies van der Rohe oder Martin Gropius auf.“ Der Sakralraum ist ein quadratisch angelegter Zentralbau. Über dem Kubus erhebt sich ein hoher spitzer Turm, der oktogonal ist und auf acht geknickten Betonstützen im Kircheninneren ruht. Hier befindet sich auch der Altar.
Zur Zeit der Errichtung gehörte die Kirche zur Pfarrei St. Maria unter dem Kreuze in Unterrath. Im Jahr 1958 wurde dann die selbständige Kirchengemeinde St. Maria Königin für den Ortsteil Düsseldorf-Lichtenbroich errichtet, die aber wegen des bestehenden Priestermangels schon zum 1. Januar 2011 in die römisch-katholische Kirchengemeinde Heilige Familie mit mehr als 13 000 Gläubigen fusioniert wurde.
Einziger Gemeindepfarrer war Monsignore Heinz Müller.

## Orgel
Die Orgel wurde 1978 von dem Orgelbauer Kriess (Molsheim) erbaut. Das Schleifladen-Instrument hat 18 Register auf zwei Manualen und Pedal. Die Spieltrakturen sind mechanisch, die Registertrakturen sind elektrisch.
| I Hauptwerk C–g3 |                |       |
| 1.               | Principal      | 8′    |
| 2.               | Rohrgedackt    | 8′    |
| 3.               | Oktav          | 4′    |
| 4.               | Gemshorn       | 4′    |
| 5.               | Nachthorn      | 2′    |
| 6.               | Sesquialter II |       |
| 7.               | Mixtur V       | 1 ⁄3′ |
| 8.               | Trompete       | 8′    |

| II Nebenwerk C–g3 |              |    |
| 9.                | Holzgedackt  | 8′ |
| 10.               | Rohrflöte    | 4′ |
| 11.               | Principal    | 2′ |
| 12.               | Cymbel IV    | 1′ |
| 13.               | Rohrschalmey | 8′ |
|                   | Tremulant    |    |

| Pedal C–f1 |            |     |
| 14.        | Subbass    | 16′ |
| 15.        | Oktavbass  | 8′  |
| 16.        | Pommer     | 8′  |
| 17.        | Bartpfeife | 4′  |
| 18.        | Posaune    | 16′ |

- Koppeln: II/I (auch als Sub- und Superoktavkoppeln), I/P, II/P